# Снєжинськ
Снє́жинськ (рос. Снежинск) — місто обласного значення, закрите адміністративно-територіальне утворення, наукоград в Челябінській області Росії. До складу території муніципального утворення «Город Снєжинськ» входять територія міста Снєжинська, території сільських населених пунктів селища Ближній Береговой і села Ключі. Населення міста становить 50.7 тис. осіб (2025).
Особливий режим в місті встановлюється в цілях забезпечення в Снєжинську безпечного функціонування Федерального державного унітарного підприємства «Російський федеральний ядерний центр — Всеросійський науково-дослідний інститут технічної фізики імені академіка Є. І. Забабахина» (РФЯЦ — ВНІІТФ).
Особливий режим в місті включає:
- встановлення контрольованих і (або) закритих зон по межі території;
- обмеження на в'їзд і (або) постійне мешкання громадян на території міста;
- обмеження на польоти літальних апаратів над територією міста;
- обмеження на право ведення господарської і підприємницької діяльності, володіння, користування і розпорядження землею, природними ресурсами, нерухомим майном, витікаючі з обмежень на в'їзд і (або) постійне мешкання.

Бюджет міста глибоко дефіцитний, у зв'язку з чим, федеральний уряд виділяє йому додаткові субсидії.

## Географія
Територія міста знаходиться в східних передгір'ях південного Уралу між озерами Синара, Силач, Сунгуль, Іткуль. Саме місто розташоване на південному березі озера Синара.

### Екологія
Всі проби питної води відповідають нормам, середній гамма-фон на території міста відповідає природному фону, а вміст радіонуклідів у воді не перевищує норми радіаційної безпеки.

## Історія
Місто засноване в 1957 році для дублювання ядерної програми Сарова. Місце розташування міста було вибране на Уралі — в промислово розвиненому економічному районі далеко від державних кордонів СРСР за 105 км від Єкатеринбургу і за 123 км від Челябінська на відстані 10 км від автомобільної траси Єкатеринбург-Челябінськ. Площа в межах адміністративно-територіального утворення 35736 га.
Першим науковим керівником і головним конструктором ядерного центру став Кирило Іванович Щолкин. Перші корпуси лабораторій розташовувалися в живописних місцях серед уральських озер: Сунгуль, Силач і ін. Пізніше дана закрита зона була названа 21 майданчик. До міста підведена промислова залізнична гілка.
До 1991 року місто називалося Челябінськ-70. Статус міста отримав 8 липня 1993 року.

## Економіка
Основне містоутворююче підприємство Снєжинська — «Російський федеральний ядерний центр — ВНДІ технічної фізики». Указ про створення даного підприємства був підписаний за 2 роки до заснування міста. Зараз в інституті зайнято близько 9 тис. співробітників (50 % економічно активного населення). З 1990-х років підприємство здійснює конверсію ВПК. До 2005 року оформилися такі наукомісткі напрями, як «комп'ютерна томографія», «ультрадисперсні алмази», «надпластична прокатка». У 2006 році перший російський комп'ютерний томограф готувався до внесення до держреєстру виробів медичного призначення і медичної техніки. Розроблений томограф Челябінським обласним онкологічним диспансером і Російським Федеральним ядерним центром — ВНІІТФ імені академіка Забабахіна. Томограф сканує об'єкт пучком рентгенівських променів віялоподібної форми, унаслідок виходить пошарове зображення хворого органу.

## Міста-побратими
- Лівермор
- Бустон (колишн. Чкаловськ)

## Відомі особистості
В поселенні померла:
- Феоктистова Катерина Олексіївна (1915—1987) — радянський фізик.